# Peixe ornamental

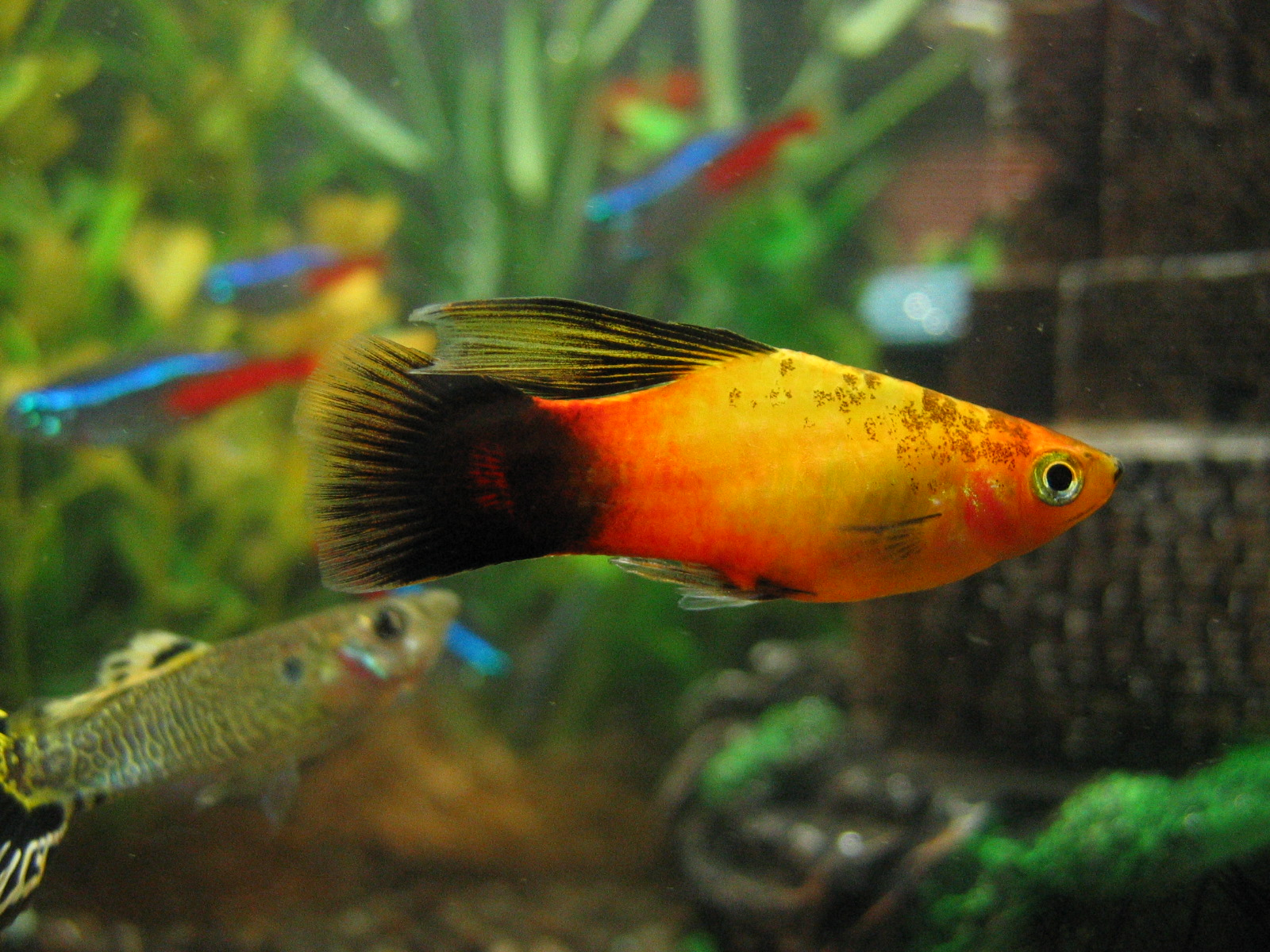
Espécime de aquário de Xiphophorus maculatus.

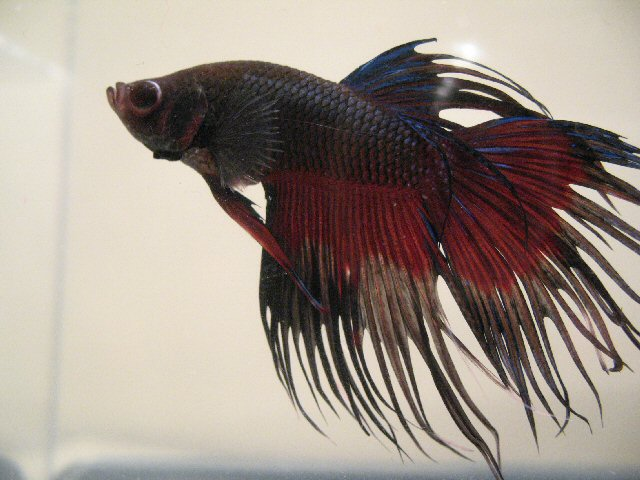
Espécime de aquário de Betta splendens.

Peixe ornamental, ou peixe de aquário, é a designação dada em aquariofilia às espécies de peixes que são seleccionadas pela exuberância das suas cores e formas e pela facilidade de manutenção em cativeiro.

## Descrição
A maioria das espécies utilizadas em aquário de água doce e de água salgada pertencem a taxa com distribuição tropical e subtropical, sendo muitos dos espécimes comercializados capturados no meio natural. Embora a produção em aquicultura esteja em crescimento, a captura para aquariofilia continua a ter um importante impacte negativo sobre as populações de algumas espécies nos ecossistemas lacustres e nos recifes de coral das regiões tropicais.
A maioria das espécies utilizada também ocorre na natureza, mas variedades como o peixe-dourado e o koi são animais domésticos criados especificamente para uso em aquário, objecto de um processo de domesticação que selecionou especificamente espécimes com aparência atraente. 
Em resultado da selecção pela cor e por critérios estéticos quanto à forma corporal, os peixes ornamentais apresentam numerosas variantes de cor e forma, em muitos casos apresentando caracteres que os tornariam inviáveis no meio natural. 
Exemplos de espécies ornamentais que são também utilizadas como animais de estimação são, para além do koi, os membros da subfamília Poeciliinae, diversas variedades domésticas de barbos (incluindo membros da subfamília Danioninae), diversos Characiformes e Anabantoidei (peixes-labirinto) e múltiplas espécies de ciclídeos. Quase todas as variedades e raças utilizadas apresentam os traços típicos da domesticação.